# De Oeverlanden

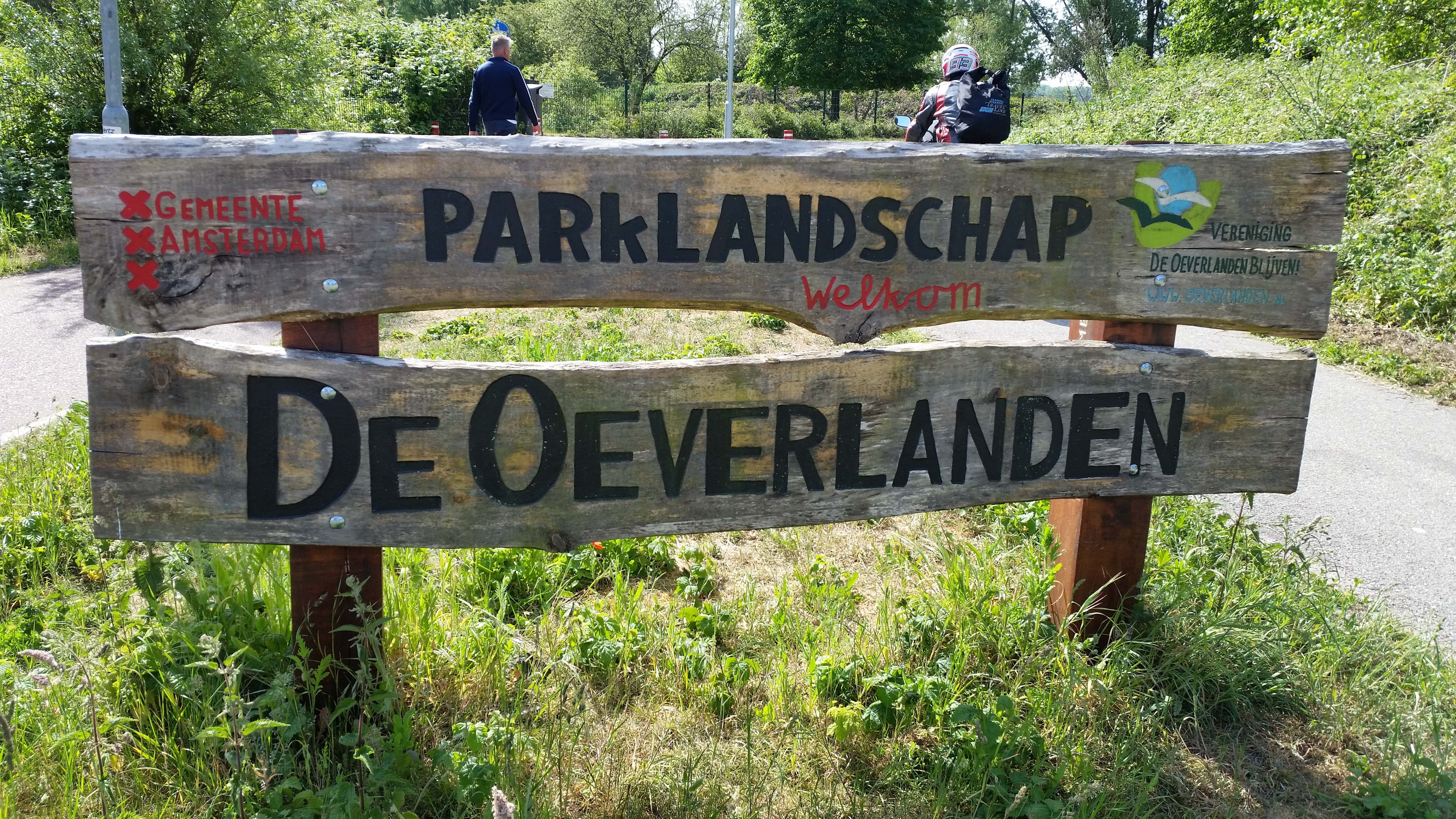
Naambord De Oeverlanden (mei 2020)

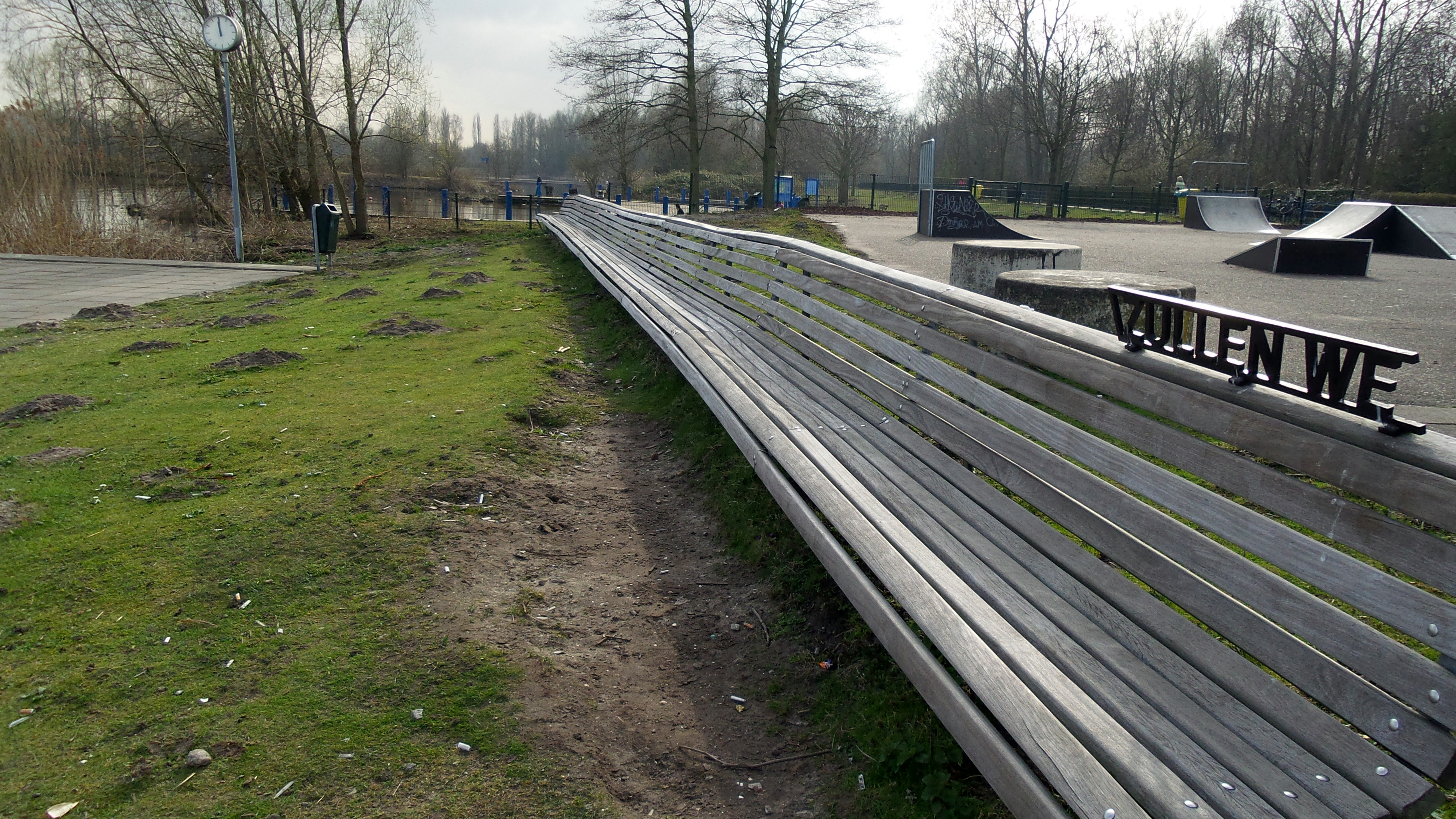
Zullen we wachten op de boot, van Semna van Ooy.

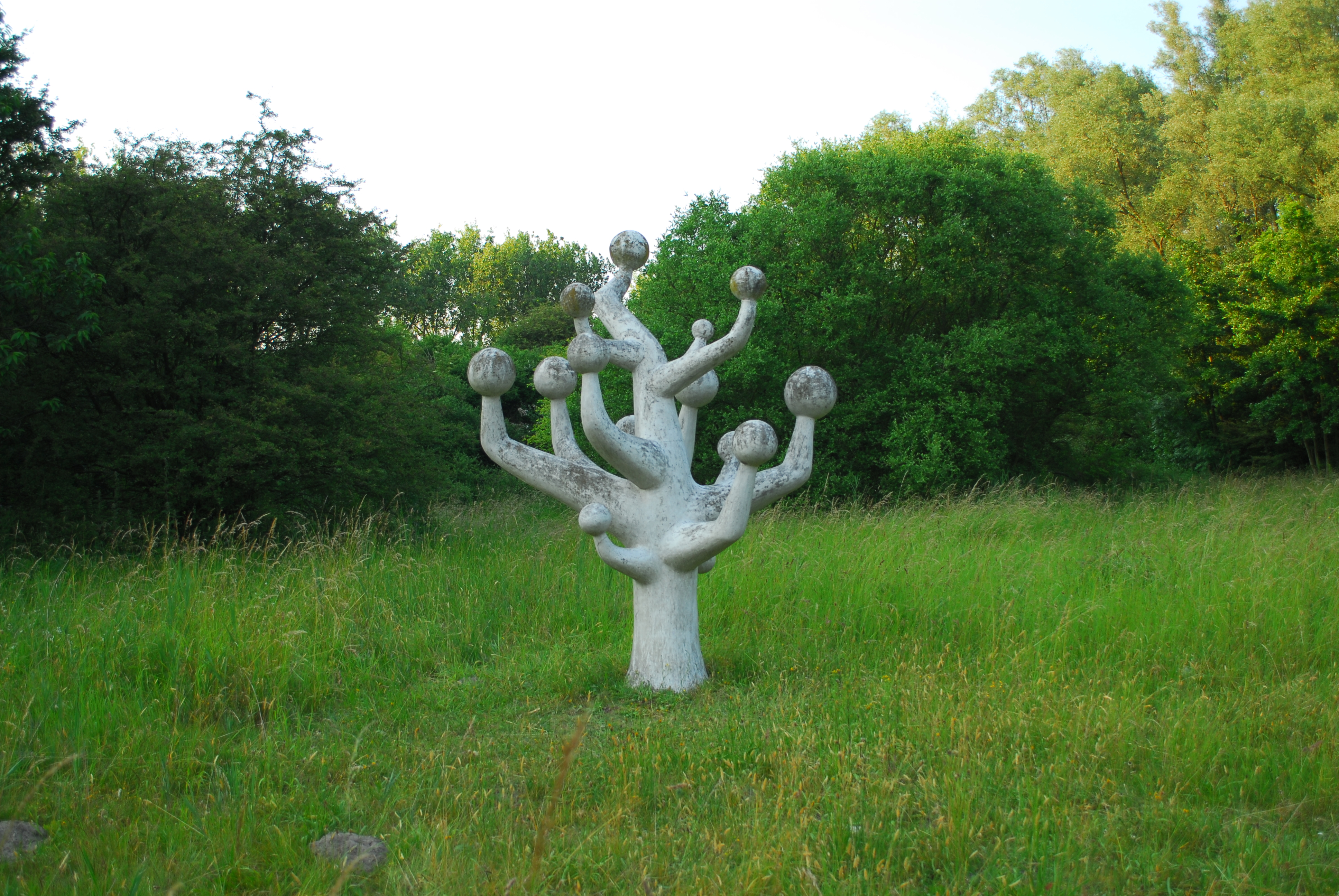
Witte bollenboom, van Timo Goosen.

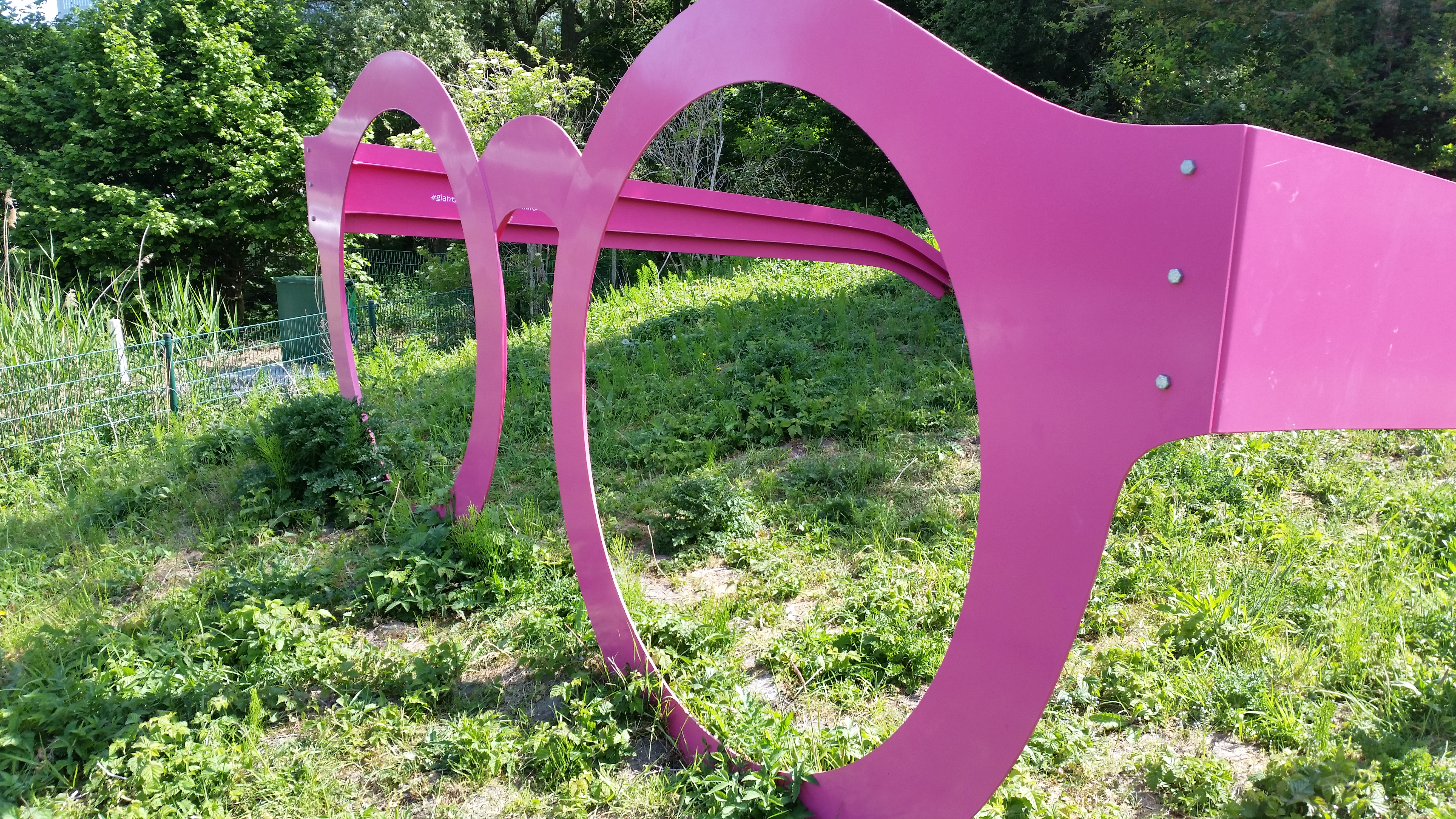
Gigantische roze bril van Daniella Rubinovitz.

De Oeverlanden is een park, recreatie- en natuurgebied in Amsterdam Nieuw-West. Het park ligt ten noorden van de Nieuwe Meer, ten zuiden van de Oude Haagseweg, ten westen van het volkstuincomplex Ons Buiten en ten oosten van de Ringvaart.
Het natuurgebied De Oeverlanden is sinds de jaren vijftig ontstaan op de opgespoten grond uit de Nieuwe Meer. Een gebied met ruige natuur is hier toen gegroeid. Toen de gemeente Amsterdam in de jaren tachtig het gebied wilde bestemmen voor woningbouw kwam hiertegen protest en werd in 1984 de 'Vereniging De Oeverlanden Blijven' opgericht die sindsdien opkomt voor behoud en voor het beheer zorgt.
In de jaren negentig zijn er recreatievoorzieningen gemaakt voor de nabijgelegen nieuwbouwwijk Nieuw-Sloten. Ten noorden van het park, aan de Oude Haagseweg, bevindt zich Mercure Hotel Amsterdam West  op de plaats van het vroegere Euromotel uit 1978.
Aan de noordzijde is het park bereikbaar met GVB buslijn 369 
en Connexxion buslijn 397. Tussen april en oktober vaart in de weekenden over de Nieuwe Meer het motorveer Helena voor voetgangers en fietsers tussen het park en het Amsterdamse Bos nabij boerderij Meerzicht.
Sinds 2004 staat bij aanlegplaats van het veer het kunstwerk 'Zullen we wachten op de boot?', van Semna van Ooy. Een extra lange bank, met klok op mast. Andere kunstwerken in de Oeverlanden zijn: de 'Witte bollenboom' en 'Gigantische roze bril’.
De Oeverlanden is reeds vele decennia in gebruik als homo-ontmoetingsplaats. Het langs het gebied lopende Anton Schleperspad is in 1994 vernoemd naar Anton Schlepers (1945-1991), de 'ontdekker van de Oeverlanden'.